# Promachoteuthis
Promachoteuthis (Hoyle, 1885) è un genere di molluschi cefalopodi, unico appartenente alla famiglia Promachoteuthidae.

## Distribuzione e habitat
Il genere è probabilmente cosmopolita almeno nelle latitudini da temperate a subpolari; la scarsità di reperti noti non permette però di ricostruire in maniera completa il suo areale. Sembra che le varie specie abbiano areali separati ed isolati geograficamente, cosa piuttosto rara per gli organismi abissali. Sono specie di acque profonde presenti nelle zone batipelagica e abissopelagica. Le catture note sono avvenute tra i 1550 e i 3431 metri di profondità.

## Descrizione
Sono cefalopodi piuttosto piccoli di consistenza gelatinosa. Il mantello è corto e largo, termina a punta dalla parte posteriore. Le pinne sono grandi, di forma rotondeggiante e si uniscono oltre la punta posteriore del mantello. Gli occhi sono piccoli, infossati nel tegumento, a volte comunicanti con l'esterno solamente attraverso un poro; sull'occhio è presente una peculiare palpebra traslucida denominata pseudocornea. La testa e il mantello sono fusi nella parte dorsale. Sulle braccia sono presenti da 2 a 6 serie di ventose; i tentacoli sono molto più spessi delle braccia e la clava tentacolare è stretta. Le ventose sulla clava sono piccole e numerose, disposte irregolarmente. Manca il sacco dell'inchiostro e non sono presenti fotofori.
Sono cefalopodi di piccola taglia: il mantello dell'esemplare più grande noto misura 18,4 cm, tutti gli altri individui conosciuti hanno il mantello di lunghezza inferiore a 5 cm.

## Biologia
Ignota.